# 傅璇
傅璇（？—？），浙江上虞人，明朝初期政治人物、進士出身。
永乐二年，登甲申科進士，授户科给事中。